# Tomasz Pilchard
Tomasz Pilchard (Pilcher) ang. Thomas Pilchard (ur. 1557 w Battle, zm. 21 marca 1587 w Dorchester) – angielski prezbiter, ofiara prześladowań antykatolickich w Anglii, męczennik, błogosławiony Kościoła katolickiego.
Na Balliol College w Oksfordzie w 1579 roku uzyskał tytuł magistra sztuk wyzwolonych. Do seminarium w Reims wstąpił 20 listopada 1581 roku, a sakrament święceń kapłańskich otrzymał w Laon dwa lata później. Gdy wysłano go na misje do ojczyzny by mógł zgodnie z powołaniem podjąć się ewangelizacji i duszpasterstwa wśród wiernych, dwukrotnie był zatrzymany. Na katolicyzm nawrócił między innymi Wilhelma Pike. Więziony był w areszcie w Dorchester gdzie doprowadził do konwersji trzydziestu spośród współwięźniów. 
Skazano go na śmierć, a wyrok przez powieszenie i poćwiartowanie wykonano w Dorchester. Został zabity na fali represji zapoczątkowanych przez Henryka VIII ustanawiającego zwierzchność króla nad państwowym Kościołem anglikańskim, dołączając do z ofiar antykatolickich prześladowań w Anglii okresu reformacji.
Dekret o heroiczności cnót uznający iż prześladowcy uśmiercili go za wiarę w Jezusa Chrystusa ogłoszono 10 listopada 1986 roku. Beatyfikacji Tomasza Pilcharda dokonał papież Jan Paweł II 22 listopada 1987 roku w grupie „Osiemdziesięciu pięciu błogosławionych męczenników”.
Dies natalis (dzienna rocznica śmierci) jest dniem, kiedy wspominany jest w Kościele katolickim.
Na miejscu gdzie wznosił się zamek Chideock (pod Chideock) stoi krzyż upamiętniający tzw. „Męczenników z Chideock”, a kościół pw. „Naszej Pani Królowej Męczenników i św. Ignacego” ((ang.) Our Lady, Queen of Martyrs and st. Ignatius) jest szczególnym miejscem ich kultu.